# Quand la ville s'éveille
Pour plus de détails, voir Fiche technique et Distribution.
Quand la ville s'éveille est un film français réalisé par Pierre Grasset, sorti en 1975.

## Synopsis
Ayant fourni à la rédaction de son journal les photos d'un groupe d'individus en train de commettre un hold-up, un jeune reporter est poursuivi par le chef de bande et ses complices.

## Fiche technique
- Titre : Quand la ville s'éveille
- Réalisation : Pierre Grasset, assisté de Joël Le Moign'
- Scénario : Pierre Grasset
- Photographie : Robert Florent
- Son : Alix Comte
- Musique : Astor Piazzolla
- Montage : Gabriel Rongier
- Société de production : Productions Belles Rives
- Pays d'origine :  France
- Durée : 90 minutes
- Date de sortie : France, 12 novembre 1975

## Distribution
- Raymond Pellegrin : Jo
- Marc Porel : Alex Rizzi
- Neda Arneric : Sophie
- Pierre Grasset : Julien
- Louis Velle : Pierre, un journaliste
- Jean-François Poron : un inspecteur de police
- Marc Cassot : Hoffman
- Robert Dalban : Marco
- Guy Mairesse
- Michel Ardan : le commissaire
- Nanette Corey
- Jacques Richard : inspecteur Jourdan